# ديك الغال
ديك الغال (بالفرنسية: le coq gaulois)‏ هو رمز وطني غير رسمي يمثل فرنسا، بعكس رمز ماريان التي تمثل حقبة الجمهورية والثورة، فالديك الفرنسي يمثل فرنسا بكل تاريخها، هو أيضاً شعار والونيا المقاطعة الفرنسية في بلجيكا.

## تاريخ
كان الديك يمثل رمز بلاد الغال منذ عصر الإمبراطورية الرومانية، في العصر المسيحي رمز للديك بكونه كممثل لضمير الإنسان، فحسب الإنجيل كان الديك هو من نبه بطرس لإنكار معرفته بالمسيح. أصبح الديك هو شعار وتعويذة منتخب فرنسا لكرة القدم ومنتخب فرنسا لاتحاد الرغبي.

## معرض صور

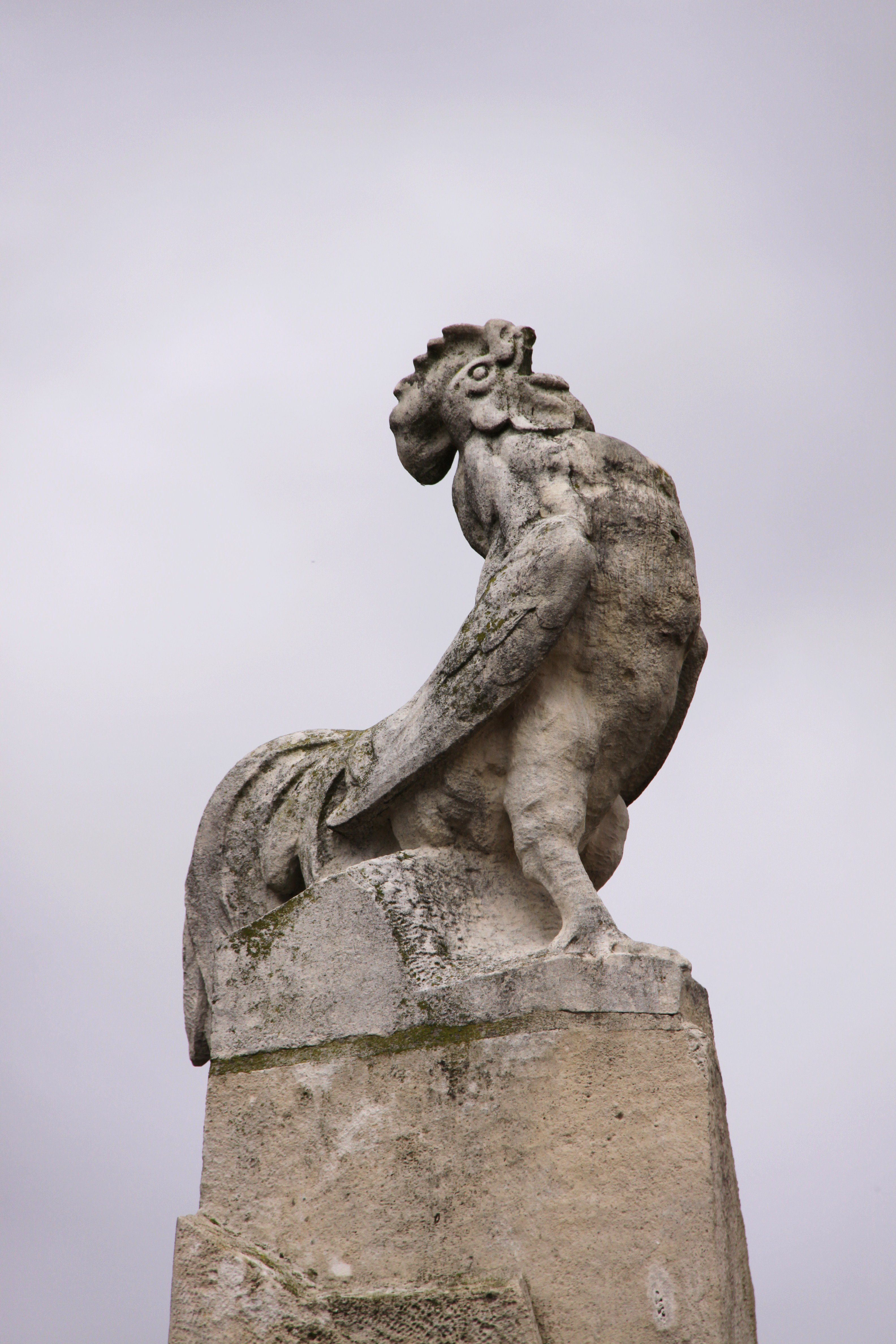
تمثال ذكرى حربي لديك في لا روشيل
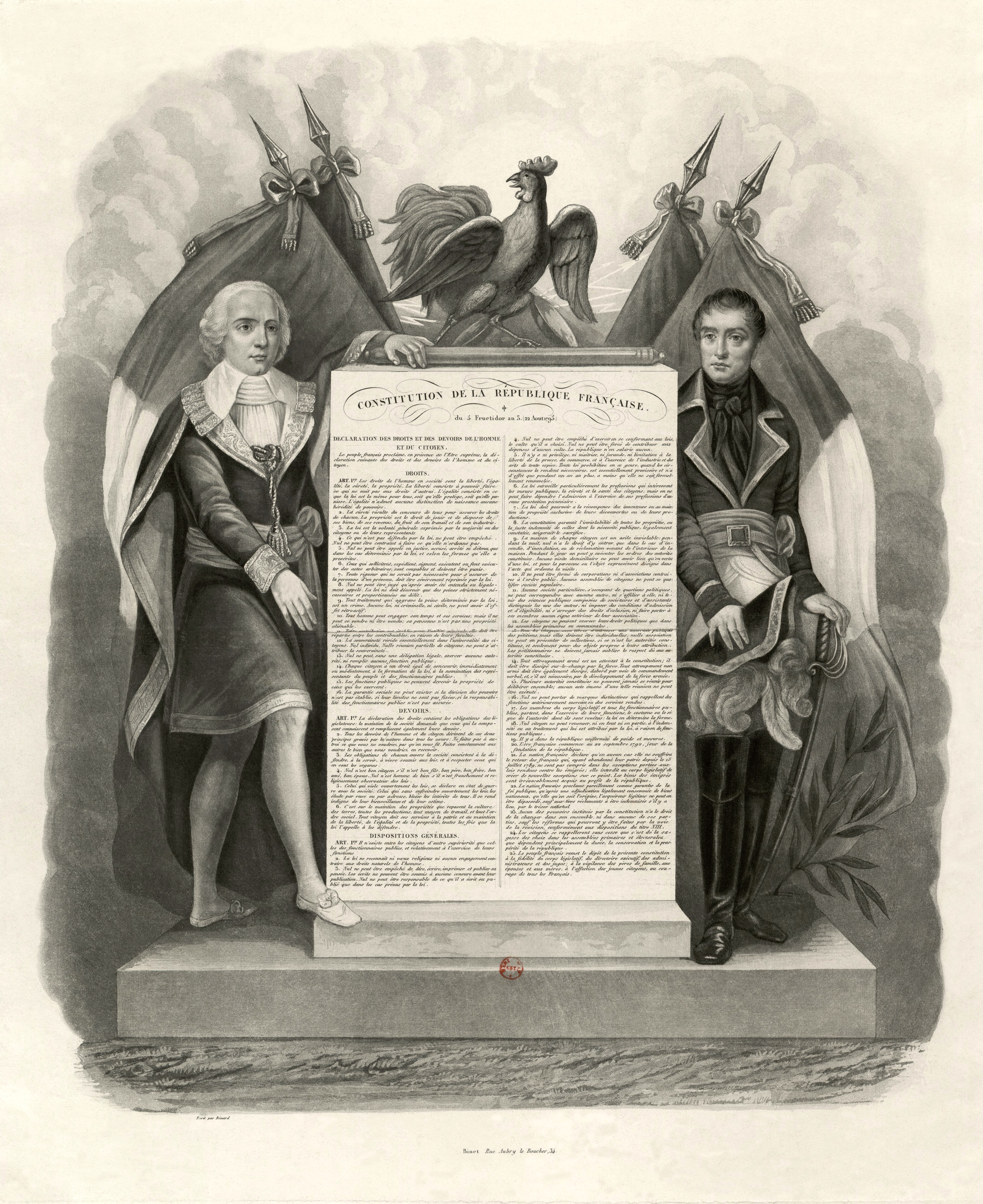
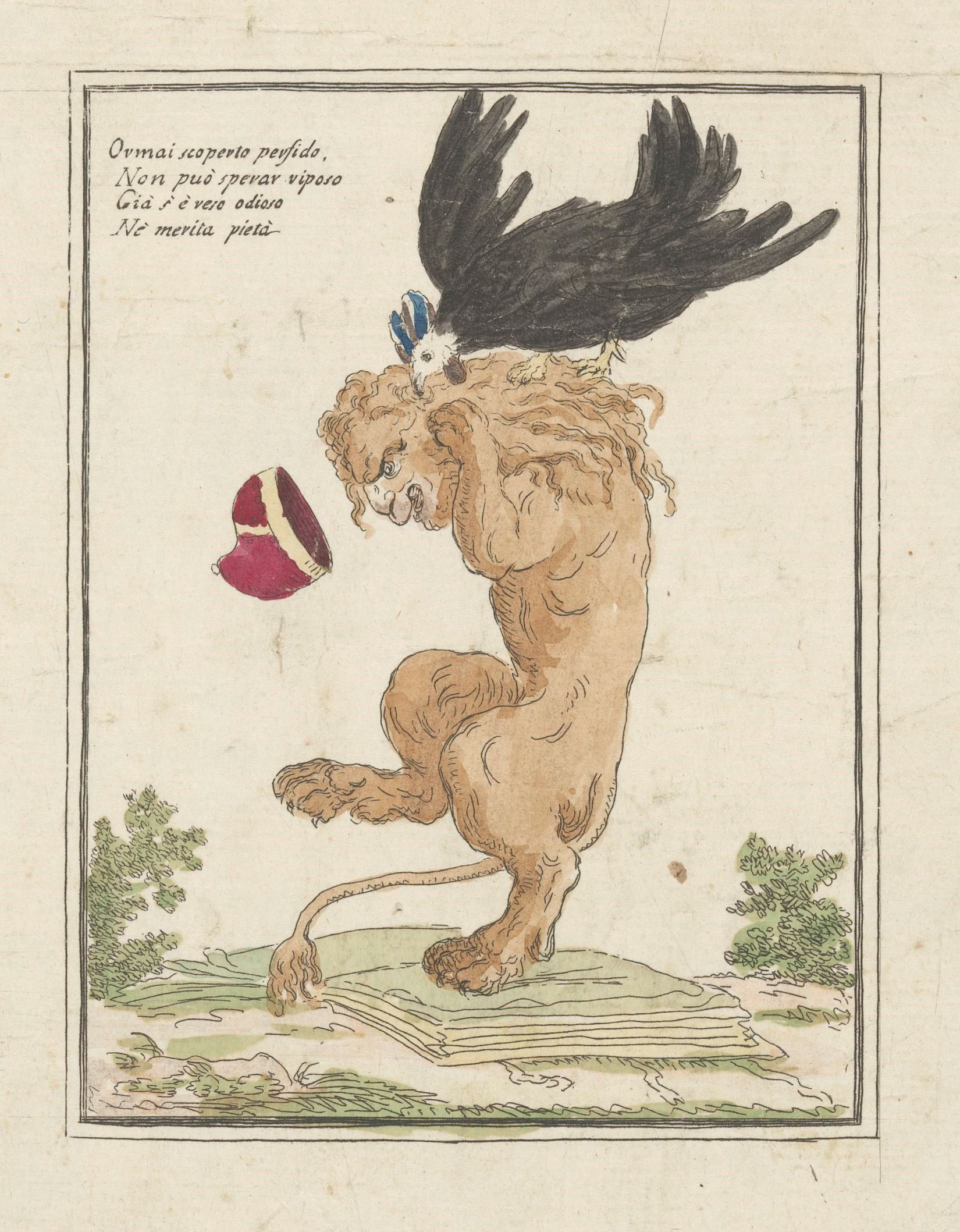
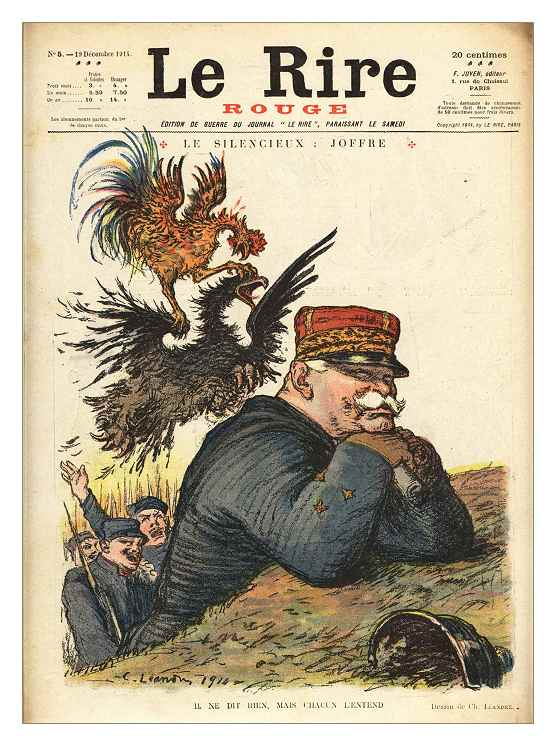
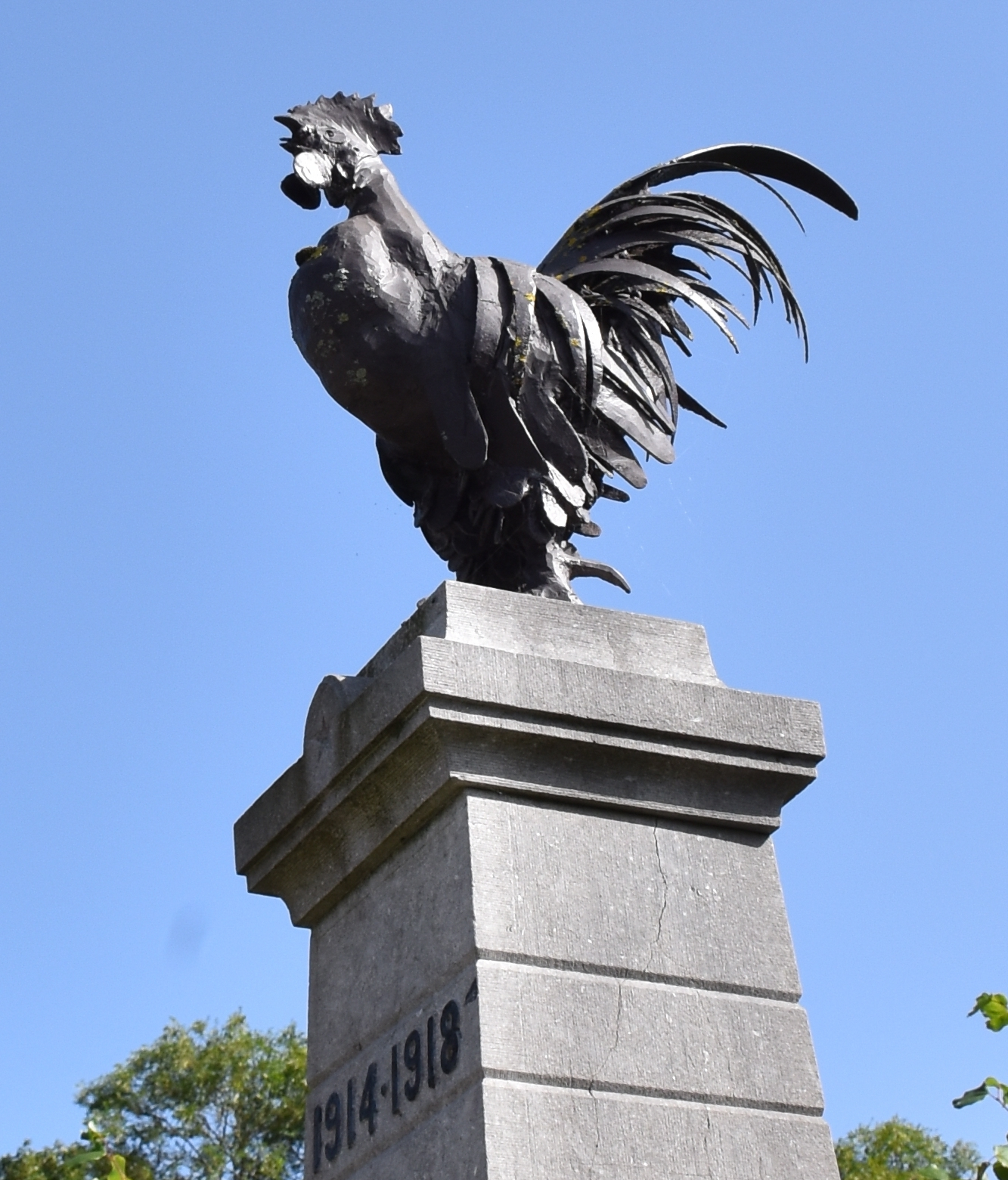